# Podział administracyjny Maroka

Podział administracyjny Maroka

Od 4 września 2015 roku Maroko dzieli się na 12 regionów (arab. lp. جهة, dżiha, lm. جهات, dżihat), które dzielą się z kolei na prefektury (arab. lp. عمالة, alama, lm. عمالات, alamat) i prowincje (arab. lp. إقليم, iklim, lm. أقاليم, akalim).
Regiony zaznaczone w tabeli kursywą obejmują obszar spornego terytorium Sahary Zachodniej. Władze Maroka uważają te tereny za integralną część swojego państwa, jednak dążący do niepodległości front POLISARIO kontroluje część terytorium Sahary Zachodniej i nie uznaje zwierzchnictwa Maroka.
| Nr | Region                     | Stolica       | Ludność (2014) | Pow. w km²  |
| -- | -------------------------- | ------------- | -------------- | ----------- |
| 1  | Tanger-Tetuan-Al-Husajma   | Tanger        | 3 556 729      | 15 090 km²  |
| 2  | Region Wschodni            | Wadżda        | 2 314 346      | 82 820 km²  |
| 3  | Fez-Meknes                 | Fez           | 4 236 892      | 47 705 km²  |
| 4  | Rabat-Sala-Al-Kunajtira    | Rabat         | 4 580 866      | 18 385 km²  |
| 5  | Bani Mallal-Chunajfira     | Bani Mallal   | 2 520 776      | 33 208 km²  |
| 6  | Casablanca-Sattat          | Casablanca    | 6 861 739      | 20 166 km²  |
| 7  | Marrakesz-Safi             | Marrakesz     | 4 520 569      | 38 445 km²  |
| 8  | Dara-Tafilalt              | Ar-Raszidijja | 1 635 008      | 105 383 km² |
| 9  | Sus-Massa                  | Agadir        | 2 676 847      | 51 642 km²  |
| 10 | Kulmim-Wad Nun             | Kulmim        | 433 757        | 64 473 km²  |
| 11 | Al-Ujun-As-Sakija al-Hamra | Al-Ujun       | 367 758        | 121 219 km² |
| 12 | Ad-Dachla-Wadi az-Zahab    | Ad-Dachla     | 142 955        | 142 865 km² |

## Podział administracyjny w latach 1997-2015

Poprzedni podział administracyjny

W latach 1997–2015 Maroko było podzielone administracyjnie na 16 regionów.
| Nr | Region                          | Stolica      | Ludność   | Pow. w km²  |
| -- | ------------------------------- | ------------ | --------- | ----------- |
| 1  | Asz-Szawija-Wardigha            | Sattat       | 1 655 660 | 7 010 km²   |
| 2  | Dukkala-Abda                    | Asfi         | 1 984 039 | 13 285 km²  |
| 3  | Fez-Bulman                      | Fez          | 1 573 055 | 19 795 km²  |
| 4  | Al-Gharb-Szararda-Bani Ahsin    | Al-Kunajtira | 1 859 540 | 8 805 km²   |
| 5  | Wielka Casablanca               | Casablanca   | 3 631 061 | 1 615 km²   |
| 6  | Kulmim-As-Samara                | Kulmim       | 462 410   | 122 825 km² |
| 7  | Al-Ujun-Budżdur-Sakija al-Hamra | Al-Ujun      | 256 152   | 139 480 km² |
| 8  | Marrakesz-Tansift-Al-Hauz       | Marrakesz    | 3 102 652 | 31 360 km²  |
| 9  | Meknes-Tafilalt                 | Meknes       | 2 141 527 | 79 210 km²  |
| 10 | Region Wschodni                 | Wadżda       | 1 918 094 | 82 900 km²  |
| 11 | Wadi az-Zahab-Al-Kuwira         | Ad-Dachla    | 99 367    | 50 880 km²  |
| 12 | Rabat-Sala-Zammur-Za'ir         | Rabat        | 2 366 494 | 9 580 km²   |
| 13 | Sus-Masa-Dara                   | Agadir       | 3 113 653 | 70 880 km²  |
| 14 | Tadila-Azilal                   | Bani Mallal  | 1 450 519 | 17 125 km²  |
| 15 | Tanger-Tetuan                   | Tanger       | 2 470 372 | 11 570 km²  |
| 16 | Taza-Al-Husajma-Taunat          | Al-Husajma   | 1 807 113 | 24 155 km²  |